# Pseudis
Pseudis és un gènere de granotes de la subfamília Hylinae.
Es troba a l'àrea compresa entre les Guaianes, Veneçuela, Trinitat, sud del Brasil, el Paraguai, sud-est del Perú, est de Bolívia, nord-est de l'Argentina i l'Uruguai.

## Taxonomia
- Pseudis bolbodactyla
- Pseudis cardosoi
- Pseudis fusca
- Pseudis minuta
- Pseudis paradoxa
- Pseudis platensis
- Pseudis tocantins